# Dykstraflex
Dykstraflex ist ein Filmkamera-System, das nach seinem Erfinder, dem Spezialeffekt-Experten John Dykstra, benannt worden ist.

## Hintergrund
Dykstra entwickelte das System ursprünglich ausschließlich für komplexe Spezialeffekt-Aufnahmen für den Film Krieg der Sterne, der im Jahr 1976 von George Lucas erstellt wurde. In Verbindung mit einer alten VistaVision-Kamera und kostengünstigen Mikroprozessoren entwickelte Dykstra ein komplett computergestütztes Kamerasystem. Es war in sieben Achsen beweglich, kontrollierte den Fokus und die Belichtung und konnte zur Mehrfachbelichtung programmierte Bewegungsabläufe beliebig oft wiederholen. Mit dem Dykstraflex-System war es so möglich, immer wieder gleiche Kamerabewegungen zu wiederholen und so mehrere Teile (Raumschiffe, Planeten) exakt aus der gleichen Position mit der gleichen Bewegung abzufilmen. Dies machte die dynamischen Bilder von Krieg der Sterne erst möglich.
Für die Entwicklung der Dykstraflex wurde Dykstra 1978 mit einem Oscar in der Kategorie Visuelle Effekte ausgezeichnet. Jedoch war Dykstra nicht der einzige Entwickler, der die Dykstraflex schuf. Er selbst sagte dazu:

„All three of the aspects of the camera system were developed at some point, partially, in the past. Doug Trumbull deserves a lot of credit, because a lot of the people who worked on Star Wars were people that he nurtured. The name Dykstraflex was really a joke. The Dykstraflex is not my camera; it's not a new concept. It's been around for years, from the days of the RKO General Pictures (in the 1930s). The name of the camera is not indicative of its designer so much as it's indicative of the joke that was going around. There was a Trumbullflex, and the same people that make the Dykstraflex had made the Trumbullflex.“

„Alle drei Aspekte des Kamerasystems waren teilweise bis zu einem gewissen Punkt schon zuvor entwickelt worden. Doug Trumbull hat große Verdienste daran, denn viele der Leute, die an ‚Star Wars‘ gearbeitet hatten, waren von ihm beeinflusst worden. Der Name ,Dykstraflex‘ war ein Witz. Die Dykstraflex ist nicht meine Kamera; sie ist kein neues Konzept. Sowas gab es schon seit den Tagen der RKO General Pictures (in den 30ern). Der Name der Kamera steht weniger für ihren Erfinder als für den Witz, der darum gemacht wurde. Es gab auch eine ,Trumbullflex‘, und dieselben Leute, die die Dykstraflex gemacht hatten, hatten auch die Trumbullflex gemacht.“

Zu den Personen, die die Dykstraflex entwickelt haben, zählen Dykstra selbst, Douglas Trumbull, Richard Alexander und Al Miller.